# Injoux-Génissiat
Injoux-Génissiat è un comune francese di 1 071 abitanti situato nel dipartimento dell'Ain della regione dell'Alvernia-Rodano-Alpi.

## Società

### Evoluzione demografica
Abitanti censiti